# Rolf Stein
Rolf Alfred Stein (Schwetz, 1911. június 13. – Párizs, 1999. október 9.) francia tibetológus, sinológus.

## Élete, munkássága
A zsidó származású Rolf Stein 1911-ben született az akkor Németországhoz tartozó Schwetzben (ma Świecie Lengyelországban). Az okkultizmus irán vonzódó fiatalember érdeklődése korán Tibet felé fordult. 1933-ban végezett a Berlini Egyetemen a Keleti Nyelvek Szemináriumán (Seminar für Orientalische Sprachen) kínai szakon, majd még ugyanebben az évben a náci rezsim elől Franciaországba menekült. 1934-ben elvégezte az École nationale des langues orientales vivantes kínai, majd 1936-ban a japán stúdiumait. Tibetiül Jacques Bacottól (1877–1965) és Marcelle Laloutól (1890–1967) tanult. 1939. augusztus 30-án megkapta a francia állampolgárságot. A második világháború idején Francia-Indokínában dolgozott tolmácsként és  japán hadifogságba esett. He completed his doctorat. 1960-ban szerzett doktori fokozatot a Geszarról szóló hősének fordításával és elemzésével. 1951-től 1975-ig az École pratique des hautes études professzora volt. 1966-ban professzori kinevezést kapott a Collège de France-on is, amely pozícióját 1982-ig töltötte be.
Felesége vietnami származású volt, akivel egy vietnami-francia szülők kislányát fogadták örökbe.
Legjelesebb tanítványai Anne-Marie Blondeau, Ariane Macdonald-Spanien, Samten Karmay, Yamaguchi Zuiho, és Yoshiro Imaeda.

## Főbb művei
- 1939 "Leao-tsche", T'oung Pao, XXXV: 1-154
- 1939 "Trente-fois fiches de divination tibétaines", Harvard Journal of Asiatic Studies, IV : 297-372
- 1941: “Notes d'étymologie tibétaine.” Bulletin de l'École française d'Extrême-Orient, XLI: 203–231
- 1942 "Jardins en miniature d'Extrême-Orient, le Monde en petit", Bulletin de l'École française d'Extrême-Orient (Hanoi, Paris), XLII: 1-104 [publ. 1943]
- 1942 "A propos des sculptures de bœufs en metal", Bulletin de l'École française d'Extrême-Orient (Hanoi, Paris), XLII: 135-138 [publ. 1943]
- 1947 "Le Lin-yi, sa localisation, sa contribution à la formation du Champa et ses liens avec la Chine", Han-hiue, Bulletin de Centre d'études sinologiques de Pekin, II : 1 -335
- 1951  "Mi-nag et Si-hia, géographie historique et légendes ancestrales", Bulletin de l'École française d'Extrême-Orient (Hanoi, Paris), XLIV (1947–1950), Fasc. 1, Mélanges publiés en I'honneur du Cinquantenaire de l'École Française d'Extrême Orient

223-259
- 1952 "Chronique bibliographique: récentes études tibétaines", Journal Asiatique, CCXL : 79-106
- 1952 "Présentation de l'œuvre posthume de Marcel Granet: 'Le Roi boit,'" Année Sociologique, 3e série : 9-105 [publ. 1955]
- 1953 "Chine", Symbolisme cosmique et monuments réligieux, Musée Guimet, Catalogue de l'exposition, Paris : 31-40
- 1956 L'épopée tibétaine de Gesar dans sa version lamaïque de Ling, Paris, Annales du musée Guimet, Bibliothèque d'études, LXI
- 1957 "L'habitat, le monde et le corps humain", Journal Asiatique, CCXLV : 37-74
- 1957  "Architecture et pensée religieuse en Extrême-Orient." Arts asiatiques IV : 163-186
- 1957 "Les religions de la Chine", Encyclopédie française. Paris, tome 19 : 54.3-54.10
- 1957 "Le linga des danses masquées lamaïques et la théorie des âmes", Lieberthal Festschrift, Sino-Indian Studies V, 3-4, ed. Kshitis Roy. Santiniketan : 200-234
- 1958 "Les K'iang des marches sino-tibétaines, exemple de continuité de la tradition", Annuaire de l'École pratique des Hautes Études, Ve section, Paris, 1957-58 : 3-15
- 1958 "Peintures tibétaines de la vie de Gesar", Ars Asiatique, V, 4 : 243-271
- 1959 Recherches sur l'épopée et le barde au Tibet. Paris: Bibliothèque de l'Institut des Hautes Études chinoises, XIII.
- 1959 "Lamaisme", Le Masque, Catalogue de l'exposition, décembre 1959-septembre 1960, Musée Guimet. Paris: Editions des Musées nationaux: 42-45.
- 1961 Les tribus anciennes des marches sino-tibétaines. Paris: Bibliothèque de l'Institut des Hautes Études chinoises, vol. XV.
- 1961 Une chronique ancienne de bSam-yas : sBa-bzed, édition du texte tibétaine et résumé française. Paris: Bibliothèque de l'Institut des Hautes Etudes chinoises, Textes et Documents.
- 1961 "Le théâtre au Tibet." Les théâtre d'Asie. Paris: CNRS : 245-254
- 1962 Civilization Tibétain
- 1962 "Une source ancienne pour l'histoire de l’épopée tibétaine, le Rlans Po-ti bse-ru" Journal Asiatique 250: 77-106.
- 1963 "Remarques sur les mouvements du taoïsme politico-religieux au 1 Ie siècle après Jésus-Christ." T'oung Pao  50.1-3: 1-78.
- 1963 "Deux nodules d'histoire ancienne du Tibet." Journal Asiatique 251: 327-333
- 1964 "Une saint poète tibétain." Mercure de France, juillet-août 1964 : 485-501
- 1966 "Nouveaux documents tibétains sur les Mi-nag / Si-hia", Mélanges de sinologie offerts à Monsieur Paul Demieville. Paris: Bibliothèque de l'Institut des Hautes Etudes chinoises, XX, vol. 1: 281-289
- 1966 Leçon inaugurale, Collège de France, Chaire d'étude du monde chinois: Institutions et concepts. Paris: Collège de France.
- 1968 "Religions comparées de L'Extrême-Orient et de la Haute-Asie", Problèmes et méthodes d'histoire des religions. École pratique des Hautes Études, Ve section — Sciences Religieuses. Paris: Presses universitaires de France: 47-51
- 1969 "Un exemple de relations entre taoïsme et religion populaire." Fukui hakase shôju kinen Tôyô bunka ronshû. Tôkyô : 79-90
- 1969 "Les conteurs au Tibet." France-Asie 197: 135-146.
- 1970 "Un document ancien relatif aux rites funéraires des Bon-po tibétains." Journal Asiatique CCLVIII: 155-185
- 1970 "La légende du foyer dans le monde chinois." Échanges et communications: Mélanges offerts à Claude Lévi-Strauss, réunis par Jean PouUon et Pierre Miranda. The Hague: Mouton. 1280-1305
- 1971 "Illumination subite ou saisie simultanée, note sur la terminologie chinoise et tibétaine." Revue de l'histoire des religions CLXXIX: 3-30.
- 1971 "La langue zan-zun du Bon organisé", Bulletin de l'École française d'Extrême-Orient LVIII: 231-254
- 1971 "Du récit au rituel dans les manuscrits tibétains de Touen-houang." Études tibétaines dédiées à la mémoire de M. Lalou. éd. Ariane Macdonald, Paris, A. Maisoneuve : 479-547
- 1972 Vie et chants de 'Brug-pa Kun-legs, le yogin, traduit du tibetain et annoté. (Collection UNESCO d'oevres representatives). Paris: G.-P. Maisoneuve et Larose
- 1973 "Le texte tibétain de "Brug-pa Kun-legs", Zentralasiatische Studien 7:9-219
- 1973 "Un ensemble sémantique tibétain: créer et procréer, être et devenir, vivre, nourrir et guérir", Bulletin of the School of Oriental and African Studies XXXVI : 412-423
- 1974 "Vocabulaire tibétain de la biographie de 'Brug-pa Kun-legs", Zentralasiatische Studien 8 : 129-178
- 1976 "Préface." Choix de documents tibétains conservés à la Bibliothèque nationale complète par quelques manuscrits de l'India Office et du British Museum. Ariane Macdonald et Yoshiro Imaeda. Paris: Bibliothèque nationale, tome 1: 5-8
- 1977 "La gueule du makara: un trait inexpliqué de certains objets rituels." Essais sur l'art du Tibet. éd. par Ariane Macdonald et Yoshirô Imaeda. Paris: A. Maisonneuve: 53-62
- 1978 "À propos des documents anciens relatifs au phur-bu (kïla)." Proceedings of the Csoma de Kôrôs Memorial Symposium. éd. L. Ligeti. Budapest: 427-444
- 1979 "Religious Taoism and Popular Religion from the Second to Seventh Centuries", Facets of Taoism: Essays in Chinese Religions. ed. H. Welch and A. Seidel, Yale University Press: 53-81
- 1979 "Introduction to the Gesar Epic", The Epic of Gesar. 25 vol., Thimpu: Bhutan, vol.1: 1-20.
- 1980 "Une mention du manichéisme dans le choix du bouddhisme comme religion d'Etat par le roi Khri-sron lde-bstan", Indianisme et Bouddhisme, Melanges offerts a Mgr Etienne Lamotte. Louvain-La-Neuve: Publications de l'Institut Orientaliste de Louvain, 23: 329-338
- 1981 "Bouddhisme et mythologie. Le problème", Dictionnaire des mythologies et des religions des sociétés traditionnelles et du monde antique (sous la direction de Yves Bonnefoy), Paris, Flammarion, vol. 1 : 127-129
- 1981 "Porte (gardien de la) : un exemple de mythologie bouddhiste, de l'Inde au Japon", Dictionnaire des mythologies et des religions des sociétés traditionnelles et du monde antique. (sous la direction de Yves Bonnefoy), Paris, Flammarion, vol. 2 : 280-294.
- 1981 "Saint et Divin, un titre tibétain et chinois des rois tibétains." Numéro spécial — Actes du Colloque international (Paris, 2-4 octobre 1979) : Manuscrits et inscriptions de Haute-Asie du Ve au Xe siècle. Journal Asiatique, CCLIX, 1 et 2 : 231-275.
- 1983 "Tibetica Antiqua I: Les deux vocabulaires des traductions indo-tibétaines et sino-tibétaines dans les manuscrits Touen-Houang", Bulletin de l'École Française d'Extrême Orient LXXII: 149-236.
- 1983 "Notes sur l'esthétique d'un lettre chinois pauvre du XVIIe siècle", Revue d'esthétique, nouvelle série n° 5, Autour de le Chine: 35-43.
- 1984: "Allocution", Les peintures murales et les manuscrits de Dunhuang (Colloque franco-chinois organise à la Fondation Singer-Polignac à Paris, les 21, 22 et 23 février 1983) ed. M. Soymie, Paris, Editions de la Fondation Singer-Polignac : 17-20.
- 1984 "Quelques découvertes récentes dans les manuscrits tibétains." Les peintures murales et les manuscrits de Dunhuang, Paris, Editions de la Fondation Singer-Polignac : 21-24.
- 1984 "Tibetica Antiqua II: L'usage de métaphores pour des distinctions honorifiques à l'époque des rois tibétains", Bulletin de l'École Française d'Extrême Orient LXXIII: 257-272.
- 1985 "Tibetica Antiqua III : À propos du mot gcug-lag et de la religion indigène." Bulletin de l'École Française d'Extrême Orient LXXIV: 83-133
- 1985 "Souvenir de Granet", Etudes chinoises IV. 2 : 29-40
- 1986 "Tibetica Antiqua IV : La tradition relative au début du bouddhisme au Tibet." Bulletin de l'École Française d'Extrême Orient LXXV: 169-196.
- 1986 "Avalokitesvara / Kouan-yin, un exemple de transformation d'un dieu en déesse." Cahiers d'Extrême-Asie II: 17-80.
- 1987 Le monde en petite : jardins en miniature et habitations dans la pensée religieuse d'Extrême-Orient. Paris, Flammarion.
- 1987 "Un genre particulier d'exposés du tantrisme ancien tibétain et khotanais." Journal Asiatique CCLXXV. 3-4 : 265-282.
- 1988: "Tibetica Antiqua V : La religion indigène et les bon-po dans le manuscrits de Touen-houang", Bulletin de l'École Française d'Extrême Orient LXXVII: 27-56
- 1988 "La mythologie hindouiste au Tibet", Orientalia Iosephi Tucci memoriae dicata. Rome: Istituto italiano per il Medio ed Estremo Oriente : 1407-1426
- 1988 "Grottes-matrices et lieux saints de la déesse en Asie Orientale", Paris Bulletin de l'École Française d'Extrême Orient CLI, 106 p
- 1988 "Les serments des traités sino-tibétains (8e-9e siècles), T'oung Pao LXXXIV : 119-138
- 1990. "L’Épopée de Gesar dans sa Version Écrite de l’Amdo" in Skorupski, T. (ed.) 1990. "Indo Tibetan Studies: Papers in Honour and Appreciation of David L. Snellgrove's contribution to Indo-Tibetan Studies" Buddha Britannica, Institute of Buddhist Studies. Series II. Tring. 293-304.
- 1990 The World in Miniature: Container gardens and Dwellings in Far Eastern religious Thought. trans. Phyllis Brooks. Stanford University Press. (translation of Stein 1987)

## Fordítás
- Ez a szócikk részben vagy egészben  a   Rolf Stein című angol Wikipédia-szócikk ezen változatának fordításán alapul.  Az eredeti cikk szerkesztőit annak laptörténete sorolja fel. Ez a jelzés csupán a megfogalmazás eredetét és a szerzői jogokat jelzi, nem szolgál a cikkben szereplő információk forrásmegjelöléseként.